# Palpita asiaticalis
Palpita asiaticalis là một loài bướm đêm trong họ Crambidae.